# Jubiläumswerkstättenhof

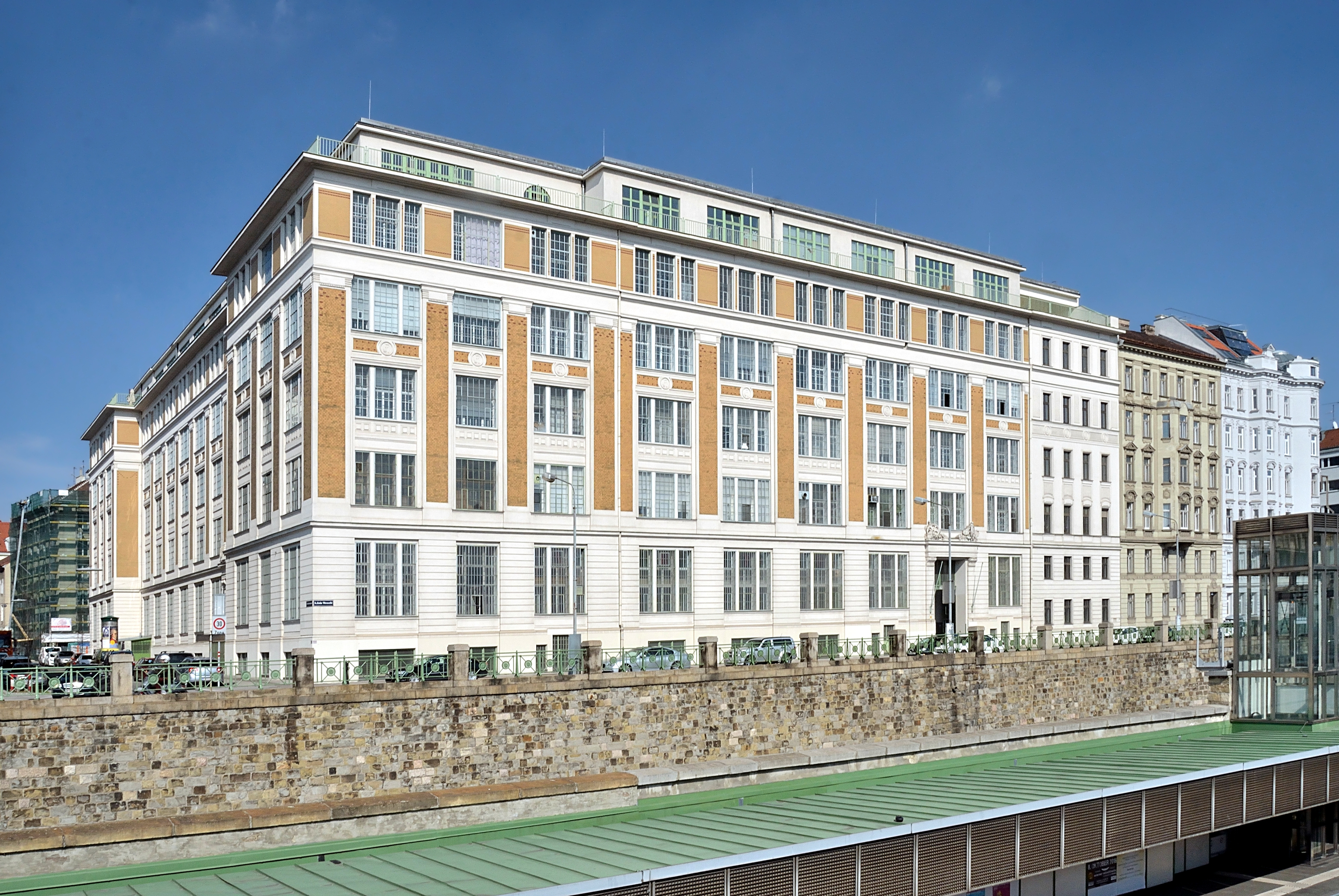
Hornbostelgasse Ecke Linke Wienzeile, im Vordergrund die U-Bahn-Station Margaretengürtel

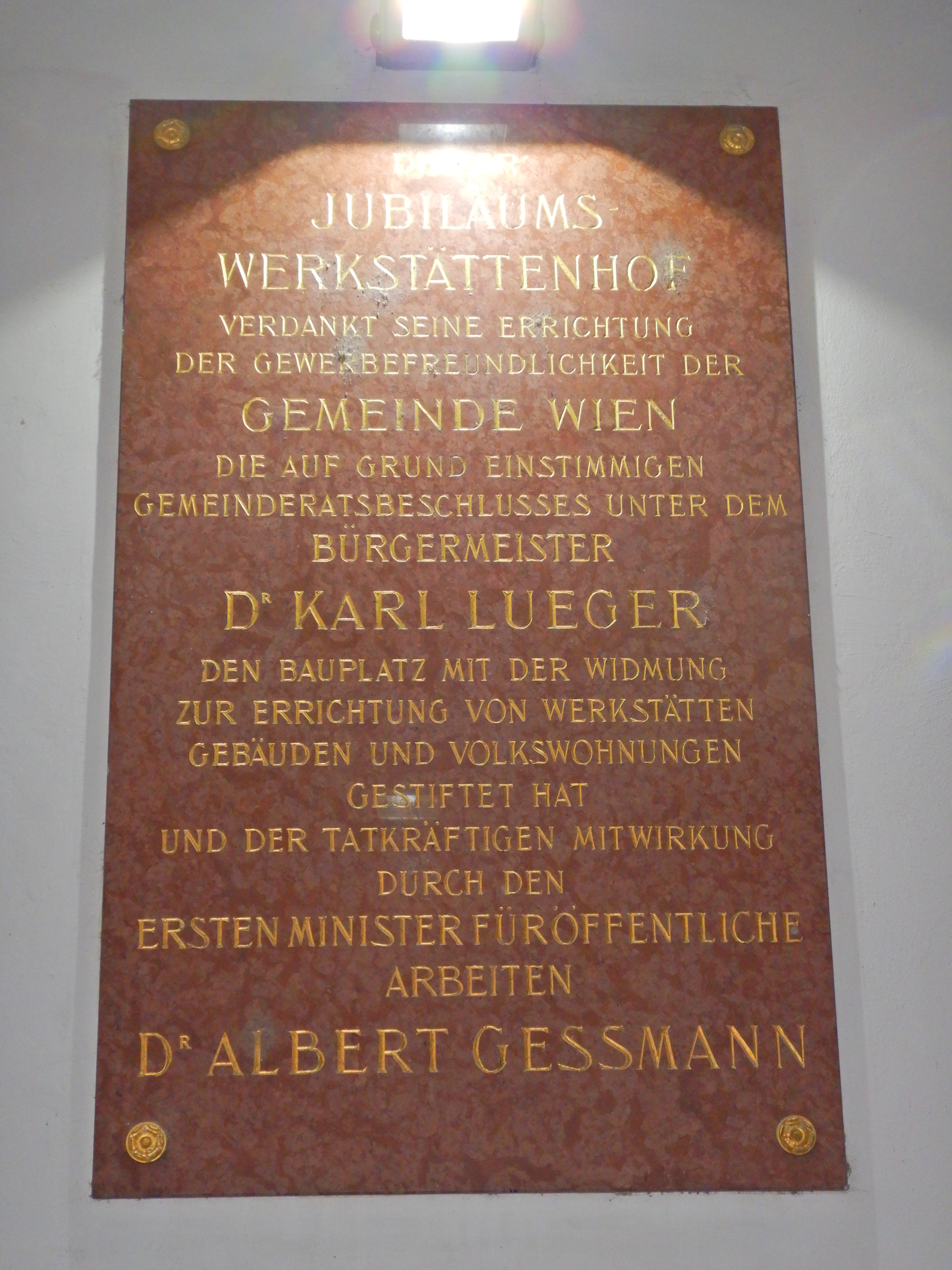
Gedenktafel zum Bürgermeister Karl Lueger und Minister Albert Geßmann

Der Jubiläumswerkstättenhof steht auf Linke Wienzeile 178, Hornbostelgasse und Mollardgasse 85, 85A im 6. Wiener Gemeindebezirk Mariahilf. Der Werkstättenhof mit Volkswohnungen steht unter Denkmalschutz (Listeneintrag).

## Geschichte
Es bestanden bei Regierungsstellen und der Gemeinde Wien Zielsetzungen, einerseits das Kleingewerbe mit Werkstätten und die Bevölkerung mit Wohnungen besser zu versorgen, andererseits wurden auch verkehrstechnische und energiepolitische Aspekte erwogen, sowie die Einsicht, dass eine Zusammenarbeit notwendig anzustreben ist. Die Stadt Wien erwarb im Jänner 1908 im 60-jährigen Regierungsjubiläumsjahr von Kaiser Franz Joseph I. entsprechende Grundstücke, welche dafür umgewidmet wurden. Für die Finanzierung der Gebäude wurde an einem Statut gearbeitet, welches die Gebietskörperschaften von Land und Stadt mit einer Fondsverwaltung vereinen sollte.
Bereits im April 1908 legte der Minister für öffentliche Bauten Albert Geßmann (CS) seine Vorstellungen über die Realisierung und die Art der Verwaltung durch ein gemeinsames Kuratorium der Stadt Wien vor. In der Gemeinderatssitzung vom 3. April 1908 wurde der Vorschlag vom Bürgermeister Karl Lueger (CS) begrüßt und dem Magistrat nach den Verhandlungen zur Berichterstattung zugewiesen. Am 28. April teilte der Stadtrat dem Ministerium die Absicht einer Schenkung eines geeigneten Grundstückes mit folgenden Auflagen mit: Beide Kurien müssen gleichberechtigt sein und die Stadt darf nicht finanziell belastet werden, der Baubeginn hat innerhalb eines Jahres zu erfolgen und ist rasch zu realisieren. Es war auch ein eigenes Wasserkraftwerk am Wienfluss angedacht, die Versorgung mit elektrischmotorischer Kraft wurde vereinbart.
Aufgrund der Verhandlungen wurde ein eigenes Statut erarbeitet und in der Gemeinderatssitzung vom 5. Juni 1908 angenommen, am 12. Juli 1908 legte Geßmann den Vorschlag dem Ministerrat vor. Der Kaiser Franz Joseph I. Jubiläumsfonds für Werkstättengebäude und Volkswohnungen wurde vom Ministerrat am 14. Juli 1908 angenommen und vom Kaiser Franz Joseph I. am 15. Juli 1908 in Bad Ischl zur Kenntnis genommen. In der Ministervortragsbegründung wurde auf die prekärer werdende Lage von Kleinbetrieben hingewiesen, da bei Abbruch und Neubau in diesem Wiener Gebiet auf Werkstätten und Wohnungen zumeist verzichtet wurde. Das Projekt wurde als Vorbild für die Gewerbeförderung und für erschwingliche leistbare Wohnungen bezeichnet, wobei durch die Nähe von Gewerbe und Wohnungen auch auf das zunehmende Problem des Verkehrsaufkommens Bedacht genommen wurde, welches durch weite Wege zum und vom Arbeitsplatzes durch halb Wien entstehen würde.
Bereits im Juni 1908 starteten die Bauarbeiten nach den Plänen der Architekten Otto Richter und Leopold Ramsauer, ausführende Firma war die Union-Baugesellschaft, die Endabnahme (Kollaudierung) erfolgte am 7. September 1909, wobei bereits die ersten Mieten eingehoben wurden.
Das Gebäude wurde 1947, 1950 und 1975 restauriert.

## Architektur
Die vierflügelige an drei Seiten freistehende Anlage in Form eines Rechtecks umschließt einen großen Hof. Die entlang der Straßen angeordneten Werkstättentrakte sind durch pilasterartige Mauerpfeiler mit Sichtziegelverkleidung gegliedert, zwischen denen große Fenster angeordnet sind. Die Fassade zur Hornbostelgasse ist mit weit vorspringenden Risaliten gestaltet. Die Volkswohnungen befinden sich in drei hofseitigen Trakten.